# Озек
Озек (устар. Язъек) — река в Республике Алтай России. Устье реки находится в 19 км по правому берегу реки Ирбисту. Длина реки составляет 12 км.

## Данные водного реестра
По данным государственного водного реестра России относится к Верхнеобскому бассейновому округу, водохозяйственный участок реки — Катунь, речной подбассейн реки — Бия и Катунь. Речной бассейн реки — (Верхняя) Обь до впадения Иртыша.